# Los Angeles Football Club
Maillots
Actualités
Dernière mise à jour : 26 septembre 2024.
Le Los Angeles Football Club, mieux connu sous le nom de Los Angeles FC ou aussi abrégé en LAFC, est un club de football, basé à Los Angeles, dans le quartier d'Exposition Park, aux États-Unis et fondé en 2014.
Le club, dont la création a été annoncée en octobre 2014, a intégré la Major League Soccer (MLS) en 2018.
La franchise appartient en majorité à la société de capital risque Henry Nguyen, à l'entrepreneur Peter Guber, et à Tom Penn, ancien dirigeant de NBA.

## Histoire

### Genèse du club
Le 30 octobre 2014, la Major League Soccer décerne une nouvelle franchise d'expansion à Los Angeles.
Peter Guber, producteur de cinéma de notamment Taxi Driver et Midnight Express ainsi que propriétaire des Golden State Warriors et des Dodgers de Los Angeles, se positionne pour racheter la franchise. Mais Tom Penn, avocat devenu agent de joueurs de basket en NBA et Henry Nguyen, homme d'affaires américano-vietnamien, se positionnent aussi. La MLS leur demande minimum 100 millions de dollars en plus des 250 millions supplémentaires nécessaires à la construction d'un nouveau stade. Le 30 octobre 2014, le trio annonce la création de LAFC et présente les stars derrière les investissements dont Magic Johnson, Brandon Beck, le créateur de League of Legends ou encore Mia Hamm, footballeuse la plus célèbre des États-Unis.
Puis, le 15 septembre 2015, le club annonce qu'elle se nommera Los Angeles Football Club.
Le club intègre la MLS en 2018,. « L'objectif est de devenir d'ici à cinq ans une des meilleures équipes de la MLS, et respectée dans le monde », ambitionne le président du Los Angeles FC Tom Penn aux débuts de la franchise.

### Premières saisons en Major League Soccer
Pour sa première saison 2018, la nouvelle équipe de Los Angeles réalise le meilleur bilan de l'histoire pour une franchise tout juste créée, avec 57 points, se plaçant troisième dans l'Ouest, devant l'équipe rivale du Galaxy de Los Angeles. La franchise est néanmoins éliminée au premier tour des séries éliminatoires par le Real Salt Lake.
La saison 2019 est encore meilleure, avec 72 points, et une première place à la fois dans sa conférence et dans la ligue, synonyme de Supporters' Shield, se qualifiant pour la Ligue des champions de la CONCACAF 2020. Ce sont les Sounders de Seattle qui éliminent la franchise en finale de conférence de l'Ouest, aux portes de la finale pour le titre de MLS.
La saison 2020 est écourtée, à cause de la pandémie de Covid-19. Le LAFC est éliminé au premier tour des séries, à nouveau par Seattle. Le premier parcours en Ligue des champions de la franchise se termine en finale, par une défaite 2-1 face aux Tigres UANL.
La saison 2021 est décevante, le club échouant à atteindre les séries éliminatoires, concluant l'exercice à la neuvième position. Le 18 novembre 2021, le LAFC annonce le départ de son entraineur historique, Bob Bradley.
En 2022, le Los Angeles FC évolue majoritairement en 4-3-3 avec deux milieux hauts sous les ordres de l'entraîneur américain Steve Cherundolo. Le visage offensif de son équipe lui permet d'avoir la meilleure attaque (31 buts inscrits) et d'être en tête de sa conférence ouest avec 30 points à la 15e journée. L'attaque est occupée par Arango, buteur, et Vela, ailier droit. Durant l'été, le LAFC recrute les deux grosses stars européennes Giorgio Chiellini et Gareth Bale.

## Palmarès et résultats

### Palmarès
| Compétitions nationales | Compétitions internationales                                                                         |
| --- | --- |
| - Coupe MLS (1) - Vainqueur : 2022. - Finaliste : 2023. - Supporters' Shield (2) - Vainqueur : 2019 et 2022. - Conférence Ouest (3) - Vainqueur : 2022 2023 et 2024 - U.S. Open Cup (1) - Vainqueur : 2024. | - Ligue des champions de la CONCACAF - Finaliste : 2020 et 2023. - Campeones Cup - Finaliste : 2023. |

### Bilan par saison
| Saison | Saison régulière | Saison régulière | Saison régulière | Saison régulière | Saison régulière | Saison régulière | Saison régulière | Position | Position | Coupe MLS                 | US Open Cup         | Ligue des champions CONCACAF | Affl. moy. saison régulière | Affl. moy. séries éliminat. |
| Saison | M                | V                | N                | D                | BP               | BC               | Pts              | Conf.    | Ligue    | Coupe MLS                 | US Open Cup         | Ligue des champions CONCACAF | Affl. moy. saison régulière | Affl. moy. séries éliminat. |
| ------ | ---------------- | ---------------- | ---------------- | ---------------- | ---------------- | ---------------- | ---------------- | -------- | -------- | ------------------------- | ------------------- | ---------------------------- | --------------------------- | --------------------------- |
| 2018   | 34               | 16               | 9                | 9                | 68               | 52               | 57               | 3e       | 5e       | Premier tour              | Demi-finale         | Non qualifié                 | 22 042                      | N/A                         |
| 2019   | 34               | 21               | 9                | 4                | 85               | 37               | 72               | 1er/12   | 1er/24   | Finale de conférence      | Quart de finale     | Non qualifié                 | 22 251                      | 22 500                      |
| 2020   | 22               | 9                | 5                | 8                | 47               | 39               | 32               | 7e/12    | 12e/26   | Premier tour              | Annulée             | Finaliste                    | N/A                         | N/A                         |
| 2021   | 34               | 12               | 9                | 13               | 53               | 51               | 45               | 9e/13    | 19e/27   | Non qualifié              | Non tenue           | Non qualifié                 | 18 746                      | N/Q                         |
| 2022   | 34               | 21               | 4                | 9                | 66               | 38               | 67               | 1er/14   | 1er/28   | Champion                  | Huitièmes de finale | Non qualifié                 |                             | 22 288                      |
| 2023   | 34               | 14               | 10               | 10               | 54               | 39               | 52               | 3e/14    | 8e/29    | Finaliste                 | Huitièmes de finale | Finaliste                    |                             |                             |
| 2024   | 34               | 19               | 8                | 7                | 63               | 43               | 64               | 1er/14   | 3e/29    | Demi-finale de conférence | Champion            | Non qualifié                 |                             |                             |

#### Meilleurs buteurs par saison
| Saison | Meilleurs buteurs | Meilleurs buteurs |
| Saison | Joueurs           | Buts              |
| ------ | ----------------- | ----------------- |
| 2018   | Carlos Vela       | 14                |
| 2019   | Carlos Vela       | 38                |
| 2020   | Diego Rossi       | 18                |
| 2021   | Cristian Arango   | 14                |
| 2022   | Cristian Arango   | 21                |
| 2023   | Denis Bouanga     | 38                |
| 2024   | Denis Bouanga     | 28                |

## Stade
Les propriétaires de la franchise ont annoncé qu'ils allaient construire un stade de football sous le nom de Banc of California Stadium à Los Angeles, qui aurait une capacité de 22 000 places. Les plans de construction ont été publiés en mai 2015. Le prix de construction est estimé à de 350 millions de dollars environ. Les travaux commencent le 23 août 2016 et finissent début 2018, pour le début de la saison. Le stade est officiellement inauguré au printemps 2018, le 29 avril.

## Joueurs et personnalités du club

### Dirigeants
Peter Guber est producteur de cinéma. Au total, les films qu'il produit, dont Taxi Driver et Midnight Express, rapportent trois milliards de dollars et sont nommés 50 fois aux Oscars dont cinq dans la catégorie « Meilleur film ». Une réussite qu'il reproduit en rachetant et en redressant des Golden State Warriors alors à la déroute en 2010 et les Dodgers de Los Angeles en 2012. Le Bostonnais tente de racheter les Los Angeles Galaxy, en vain. L'homme qui « dirige toutes ses affaires dans le but de faire de l'argent » saisit une autre opportunité : la franchise délaissée du club de Chivas USA qui disparaît et que la MLS met en vente. Mais Tom Penn, avocat devenu agent de joueurs de basket en NBA et Henry Nguyen, homme d'affaires américano-vietnamien, se positionnent aussi. En 2014, les trois hommes se rencontrent et s'allient. Même si, en 2022, Peter Guber est un membre du groupe propriétaire du club parmi 22 autres, « sa trace est sur chaque décision majeure de l'histoire de notre club », assure Tom Penn, alors président de la franchise.

### Entraîneurs
Le tableau suivant présente la liste des entraîneurs du club depuis 2018.
| Rang | Entraîneur       | Nationalité | Début           | Fin              | Matchs | Victoires | Nuls | Défaites | % victoires | Palmarès                                                                            |
| ---- | ---------------- | ----------- | --------------- | ---------------- | ------ | --------- | ---- | -------- | ----------- | ----------------------------------------------------------------------------------- |
| 1    | Bob Bradley      | États-Unis  | 27 juillet 2017 | 18 novembre 2021 | 142    | 68        | 34   | 40       | 47.89%      | 1x Supporters' Shield (2019)                                                        |
| 2    | Steve Cherundolo | États-Unis  | 3 janvier 2022  | En poste         | 134    | 74        | 22   | 38       | 55.22%      | 1x Coupe MLS (2022) 1x Supporters' Shield (2022) 1x Lamar Hunt U.S. Open Cup (2024) |

### Effectif professionnel actuel
Le premier tableau liste l'effectif professionnel du Los Angeles FC pour la saison 2025. Le second recense les prêts effectués par le club lors de cette même saison.
En grisé, les sélections de joueurs internationaux chez les jeunes mais n'ayant jamais été appelés aux échelons supérieurs une fois l'âge-limite dépassé ou les joueurs ayant pris leur retraite internationale.

### Joueurs emblématiques
Carlos Vela est le meilleur buteur de l'histoire du club (79 buts toutes compétitions confondues à l'issue de la saison 2022) et recordman du nombre de buts marqués sur une saison de MLS.
Gareth Bale, l’un des meilleurs joueurs de l’histoire a également joué pour le LAFC et a permis au club de remporter sa première coupe MLS en 2022. Il va égaliser en finale contre l’union de Philadelphie dans le temps supplémentaire des prolongations pour envoyer son équipe vers la séance de tirs au but qui sera remportée.

## Culture du club

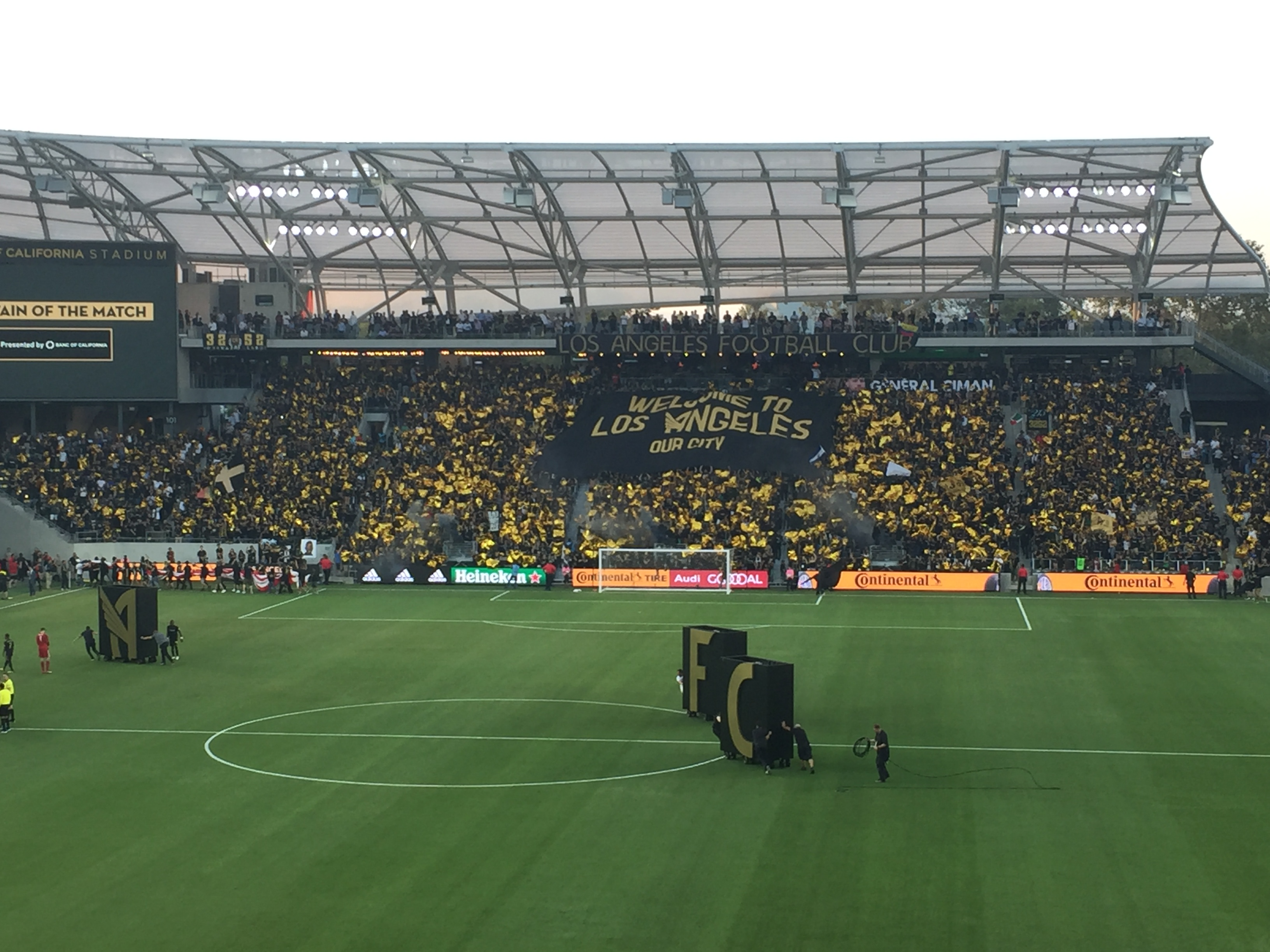
Tifos du groupe de supporters du 3252 lors d'un derby contre Le Galaxy de Los Angeles en 2018.

### Image et identité
Les couleurs et le logo du club sont dévoilés le 7 janvier 2016 à la Union Station. Les couleurs primaires du club sont le noir et l'or, avec le rouge et le gris utilisés comme couleurs secondaires. Le logo est d'inspiration d'art déco incorpore un contour de bouclier référençant le sceau de la ville, avec un monogramme ailé « LA » et les mots « Los Angeles » et « Football Club ». Le logo est conçue par Matthew Wolff.
Los Angeles, deuxième ville la plus peuplée des États-Unis après New York, est cosmopolite. Selon les études démographiques, la Cité des Anges est composée à 48 % d'Hispaniques, 26 % de Caucasiens, 14 % d'Asiatiques et 8 % d'Afro-Américains. En 2014, le rival du Galaxy de Los Angeles est jugé « trop blanc » par certains habitants qui ne se reconnaissent pas dans l'équipe du club. Très vite, une fois le LAFC créé, son identité se développe et sa politique de transfert avec. La volonté des dirigeants est de diversifier les profils de ses joueurs.

### Partisans
Il existe à ce jour trois groupes de supporters reconnus, les « Expo Originals », le « Black Army 1850 » ainsi que les « District 9 Ultras » (les deux derniers sont des anciens groupes de partisans du Chivas USA).

## Rivalité: derby de Los Angeles
Jouant pour la même ville, le club de Galaxy de Los Angeles est considéré comme un rival. La confrontation entre les deux équipes donne lieu au « Derby de L.A. » ou El Tráfico,. Ce derby prend la suite du Superclásico entre le Galaxy et Chivas USA.